# Argia infumata
Argia infumata là một loài chuồn chuồn kim trong họ Coenagrionidae.
Argia infumata is in 1865 voor het eerst wetenschappelijk beschreven door Selys.